# گویش دشتستانی
گویش دشتستانی، یکی از گویش های رایج در جنوب ایران است که مردم شهرستان دشتستان در استان بوشهر بدان گفتگو می‌کنند.گویش دشتستانی، یکی از گویش های فارسی جنوب ایران است که مردم شهرستان دشتستان در استان بوشهر بدان گفتگو می‌کنند.
دشتستانی مجموعه از گویش های زبان فارسی نو است که نزدیکی بسیاری به پهلوی/فارسی‌میانه دارد، و توسط زبان لری، ترکی، عربی، انگلیسی و زبان های دیگر اروپایی تأثیرات عبارتی و کلماتی قرار گرفته است و در خصوص وابستگی زبانی گلاتولوگ این گویش را زیر دسته فارسی نوین و میانه قرار داده است.
مردم برازجان و شهرستان دشتستان به زبان فارسی و به لهجه دشتستانی تکلم می نمایند. لهجه دشتستانی به لهجه لری بسیار نزدیک است. و این امر به دلیل همسایگی دشتستان و مردمان لر کهگلیویه و بویر احمدی می باشد.— محمدجواد فخرایی نویسنده کتاب دشتستان در گذر تاریخ
گویش مردم دشتستان گرچه حاوی تعدادی واژه‌های لری است ;اما در حقیقت فارسی با لهجه محلی و آمیزه‌ای از گویش‌های مردم فارس، خوزستان، کرمان و خراسان و ....می‌باشد و گویش‌های مذکور خود تا اندازه‌ای متاثر از یک دیگرند— طیبه برازجانی، نویسنده کتاب سیری در گویش دشتستانی
فارسنامه بر این باور است که مردم دشتستان به زبان لری گویش جنوبی (دشتستانی) صحبت می‌کنند و گویش دشتستانی در خود بعضی ترکیبات و واژه های فارسی را هم دارد. همچنین دبرخی پژوهشگران گویش دشتستانی را لری میدانند
در کتاب سیری در گویش دشتستان دو دیدگاه آمده است: 
1. یک دیدگاه باور دارد دشتستانی یکی از گویش‌های زبان لری است که البته با فارسی آمیخته است. این گویش جزو گویش های جنوبی لری همانند ممسنی دسته‌بندی می‌شود. و گویشوران این گویش، سخنان لرهای کهگیلویه و بویراحمد و لرهای خوزستان و فارس را تا حد زیادی می‌فهمند ولی این گویش با لری خرم‌آباد بسیار متفاوت است به‌طوری‌که قادر به برقراری ارتباط نیستند.
2. دیدگاه دیگر باور دارد گویش مردم دشتستان گرچه حاوی تعدادی واژه‌های لری است اما در حقیقت فارسی با لهجه محلی و آمیزه‌ای از گویش‌های مردم فارس، خوزستان، کرمان و خراسان و ... می‌باشد و گویش‌های مذکور خود تا اندازه‌ای متاثر از یک دیگرند.[۱۱]

همچنین در ادامه نوشته شده است: «مردم شهرستان‌های شمالی استان مانند دیلم، گناوه و دشتستان و جم عمدتا به گویش لری و مردم شهرستان‌های کنگان و دیر نیز به فارسی لهجه دار صحبت می‌کنند. به زبان ساده تر بعضی از قسمت های این گویش را میتوان اینگونه توصیف کرد که: کلمات فارسی کوتاه شده همراه با لهجه (لری مایل به بندری یا جنوبی).»
در کتاب فرهنگ واژگان محلی بوشهر به قلم فرید میرشکار آمده است: "در شمال استان و حد فاصل مناطقی مثل لیراوی، گناوه و دشتستان، زبان و گویش رایج لُری یا لهجه ی بعضاً محلی است. این مطلب همچنین در وزارت فرهنگ و ارشاد اسلامی استان بوشهر نیز ذکر شده است. وزارت ارتباطات و فناوری اطلاعات بوشهر: در شهرستان های شمالی استان مانند: دیلم، گناوه و دشتستان گویش لری رواج دارد.

## ویژگی آواشناسی
در این گویش تقریباً تمامی کلمات مطابق ویژگی‌های آوایی دشتستانی تغییر می‌کند. برای مثال /ب/ در غیر از اول واژه /و/ تلفظ می‌شود. همچنین /د/ به جز اول کلمه /ذ/ تلفظ می‌شود.

## ویژگی‌های دستوری
- در دشتستانی کلمات با /ل/ جمع بسته می‌شود. (مانند برخی از لرهای بختیاری)
- با پسوند /کو/ همانند کتابکو کلمات معرفه می‌شوند. (مانند گویش دشتی)

زمان‌ها نیز قواعدی برای ساخته شدن دارند مثلا:
دارم می‌روم: هاسی میرُم
رفته‌ام: رفتُمه
رفته بودم: رفتِیدم

## برخی واژگان دشتستانی
ایسو: الان
اوسو: اونوقت (قدیم)
بادِنگون: بادمجان
بُوا: بابا
بالَنگ: خیار
جیجِه: جوجه
چیل: دهان
چاو: باغ
خین: خون
خیار: هندوانه
دیگ: دیروز
دِدِه: خواهر
دِی: مادر
ری: رو
سِی «si»: برای
سِی کردن «sey Kerdan»: نگاه کردن. (در آخر کلمه سِی حرف «ل» وجود ندارد ولی اگر ضمیری به این کلمه اضافه شود آن وقت حرف لام نیز در آخر فعل اضافه می‌شود مانند سِیلِش کو «نگاهش کن»).
شی: زیر
قُروَک: قورباغه
کَهره: بزغاله
کُکا: برادر
گا: گاو
گولی: گربه
لُنج: لب
لیر: لجن
مین: مو
میرِه: شوهر
او: اب
خراک: غذا
کیچه یا خِشم: کوچه